# Годинова-Спурна, Анежка
Анежка Годинова-Спурна (до замужества — Завадилова) (чеш. Anežka Hodinová-Spurná; 12 января 1895 Дубравице, Моравия (ныне район Шумперк, Оломоуцкого края Чехии) — 1 апреля 1963, Прага) — чехословацкий политический и общественный деятель, борец за права женщин, председатель Комитета чехословацких женщин, член Президиума Всемирного Совета Мира, председатель Чехословацкого комитета сторонников мира. Заместитель председателя Национального собрания Чехословакии.

## Биография
Родилась в бедной семье рабочего-металлиста. В 1922 году переехала в Прагу, где работала чернорабочей на военном заводе.
В 1918 году вступила в Чехословацкую социал-демократическую рабочую партию, в 1921 — активно участвовала в создании Коммунистической партии Чехословакии. Последовательная сторонница революции в России и большевизма, позже — политики Сталина.
Занимала ряд руководящих должностей в КПЧ. Принимала участие в организации Международной организации помощи борцам революции. В 1927 избрана членом городского совета Праги от КПЧ, в ноябре того же года — в мэрию Праги.
В 1929 году вошла в радикальное крыло КПЧ во главе с К. Готвальдом, в том же году успешно баллотировалась на парламентских выборах в Национальное собрание Чехословакии, была избрана депутатом от коммунистов. Отстаивала интересы безработных и бедных. Оставалась депутатом парламента до декабря 1938 года, когда после роспуска Коммунистической партии была лишена депутатского мандата.
Кроме политической работы в рабочем движении также участвовала в движении за права женщин и движении сторонников мира.
В 1934 впервые посетила Советский Союз. В 1938 году в связи оккупацией страны гитлеровской Германией, руководство КПЧ приняло решение отправить её за границу. Эмигрировала через Польшу в Великобританию. В Лондоне входила в руководство чешской коммунистической эмиграции, стала председателем Клуба чехословацких женщин, позже — членом Госсовета Чехословакии в изгнании.
После окончания войны весной 1945 года вернулась на родину и вновь стала активно участвовать в политической жизни. Была членом ЦК Коммунистической партии Чехословакии. С 1945 по 1960 год она была членом и заместителем председателя Национального собрания Чехословацкой Республики. Депутатом парламента оставалась до своей смерти в 1963 году.
Активная участница февральских событий 1948 года в Чехословакии.
В 1949 году в связи с её пребыванием в Лондоне во время войны, некоторое время подозревалась в связях с империалистами и подрывной деятельности.
Позже стала членом ЦК Национального фронта Чехословакии, с 1952 до смерти, была председателем Комитета чехословацких женщин и занимала пост председателя Чехословацкого комитета сторонников мира.
Дважды была замужем, оставляя фамилию мужей.